# Nýmfes
Nýmfes (Nymphes) är en ort i Grekland.   Den ligger i prefekturen Nomós Kerkýras och regionen Joniska öarna, i den västra delen av landet, 400 km nordväst om huvudstaden Aten. Nýmfes ligger 208 meter över havet och antalet invånare är 642. Den ligger på ön Korfu.
Terrängen runt Nýmfes är kuperad åt sydost, men åt nordväst är den platt. Havet är nära Nýmfes norrut. Runt Nýmfes är det ganska tätbefolkat, med 90 invånare per kvadratkilometer. Närmaste större samhälle är Korfu, 18,9 km sydost om Nýmfes. I omgivningarna runt Nýmfes växer i huvudsak blandskog.